# Peucedanum neapolitanum
Peucedanum neapolitanum är en flockblommig växtart som beskrevs av Henri Ernest Baillon. Peucedanum neapolitanum ingår i släktet siljor, och familjen flockblommiga växter. Inga underarter finns listade i Catalogue of Life.